# Skepplanda distrikt
Skepplanda distrikt är ett distrikt i Ale kommun och Västra Götalands län. 
Distriktet ligger nordost om kommunens centralort Nödinge-Nol. I distriktet finns tätorterna Skepplanda och Alvhem. Småorter är Ramstorp Jätteberget, Ryksdamm, Skår och Skönningared. Tidigare småorter har varit Blinneberg, Slittorp och Färdsle samt Högstorp. Den senare har vuxit samman med tätorten Älvängen i Starrkärrs distrikt.

## Tidigare administrativ tillhörighet
Distriktet inrättades 2016 och utgörs av socknen Skepplanda i Ale kommun
Området motsvarar den omfattning Skepplanda församling hade vid årsskiftet 1999/2000.